# Кастанеда, Жан
Жан Кастанеда (фр. Jean Castaneda; род. 20 марта 1957, Сент-Этьен, Франция) — французский футболист, вратарь. Выступал за сборную Франции. Известен как игрок французского клуба «Сент-Этьен».

## Клубная карьера
В профессиональном футболе дебютировал в 1978 году выступлениями за клуб «Сент-Этьен», в которой провел одиннадцать сезонов (из них восемь в Д1). Большинство времени, проведенного в составе «Сент-Этьена», был основным игроком команды. Имеет полный комплект наград в чемпионате Франции: «золото» — 1981, «серебро» — 1982, «бронза» — 1979. Дважды играл в финале кубка Франции.
В 1989 году перешёл в клуб "Олимпик Марсель, за который отыграл один сезон. Сыграв 6 матчей, Жан стал чемпионом Франции.
Завершил профессиональную карьеру футболиста выступлениями в 1990 году.

## Выступления за сборную
На протяжении карьеры в национальной команде, которая длилась чуть более полугода, провел в форме главной команды страны 9 матчей, пропустив 9 мячей.
19 февраля 1981 года дебютировал в официальных матчах в составе сборной Франции. В товарищеском матче со сборной Испании в Мадриде французы проиграли — 0:1.
А 6 октября 1982 года с венграми в Париже Кастанеда сыграл последнюю игру, одержав победу — 1:0.
В составе сборной был участником чемпионата мира 1982 года в Испании. 10 июля в Аликанте сыграл единственный матч против сборной Польши. Это был поединок за третье место, в котором Жан пропустил три мяча — 2:3. Заняв со сборной 4-е место, Кастанеда завоевал бронзовые медали.